# XiamenAir
Xiamen Air (anteriormente chamada de "Xiamen Airlines") (chinês simplificado: 厦门航空, pinyin: Xiàmén Hángkōng) é a primeira companhia aérea privada da República Popular da China. Fundada em 25 de julho de 1984 e com sede em Xiamen, província de Fujian, opera voos regulares de passageiros, saindo dos aeroportos de Hangzhou Xiaoxan, Fuzhou Changle e Xiamen Gaoqi. Sua composição societária é composta de 51% da China Southern Airlines, 34% Xiamen Construção e Development Group e 15% da Jizhong Energy Group.

## Frota

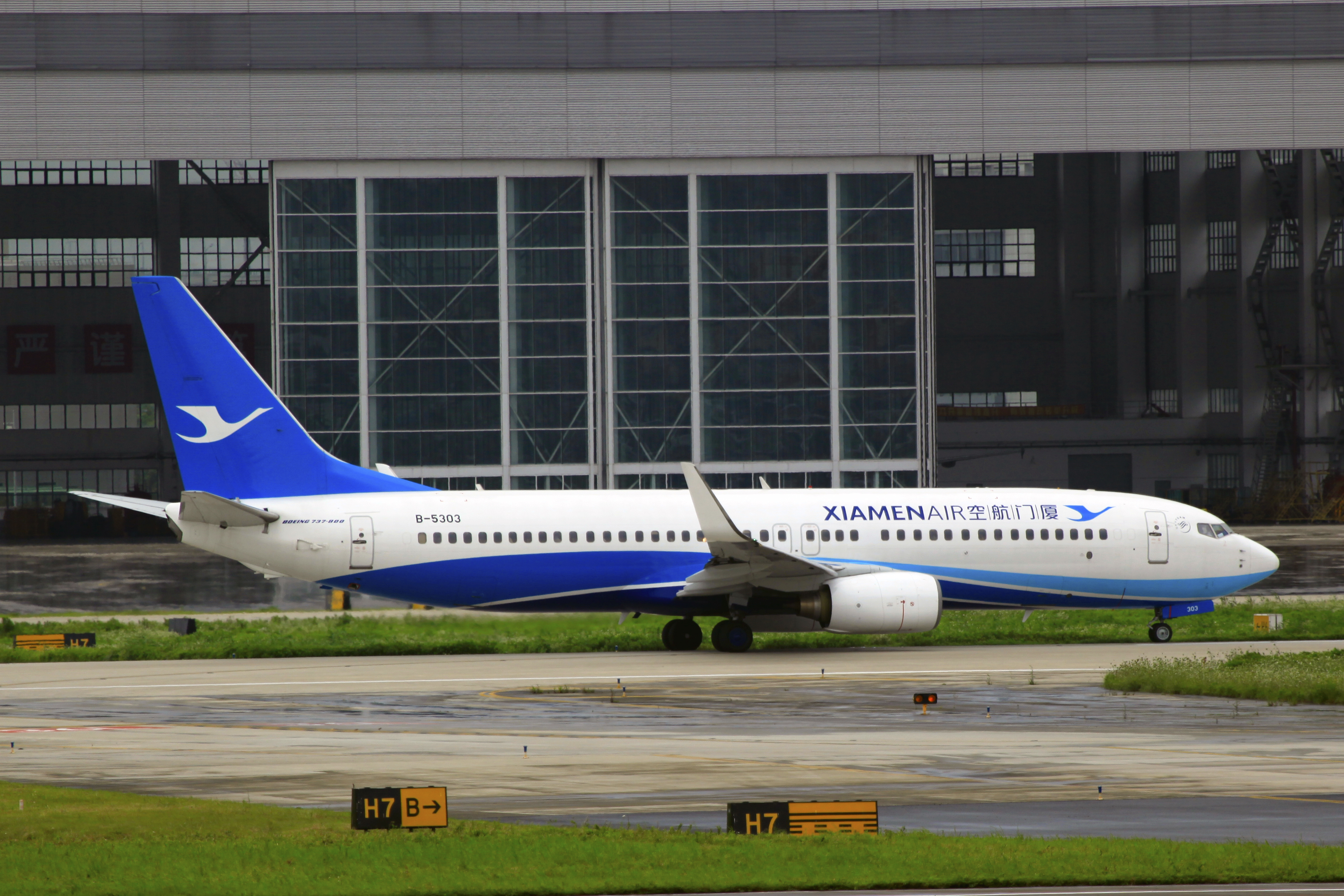
Boeing 737-800 da Xiamen Airlines.

A frota da XiamenAir consiste nas seguintes aeronaves em junho de 2016:
| Aeronave         | Em Operação | Pedidos | Passageiros | Passageiros | Passageiros | Passageiros | Notas                                                                                     |
| Aeronave         | Em Operação | Pedidos | F           | J           | Y           | Total       | Notas                                                                                     |
| ---------------- | ----------- | ------- | ----------- | ----------- | ----------- | ----------- | ----------------------------------------------------------------------------------------- |
| Boeing 737-700   | 17          | —       | 0           | 8           | 120         | 128         | 4 com winglets                                                                            |
| Boeing 737-800   | 112         | 4       | 0           | 8           | 154 162     | 162 170     | Todos com winglets. Encomendas sujeitos à aprovação B5159 e B5302 com as cores da SkyTeam |
| Boeing 737 MAX 8 | —           | 30      | TBA         | TBA         | TBA         | TBA         | Encomendas sujeitos à aprovação                                                           |
| Boeing 757-200   | 6           | —       | 8 0         | 8 12        | 158 186 192 | 174 196 204 | Primeira classe "Luxury" nos B2862 e B2866                                                |
| Boeing 787-8     | 6           | 0       | 4           | 18          | 215         | 237         |                                                                                           |
| Comac ARJ21-700  | —           | 6       | TBA         | TBA         | TBA         | TBA         | Intenção de encomenda                                                                     |
| Total            | 141         | 40      |             |             |             |             |                                                                                           |

## Ligação externa
- Official Xiamen Airlines website (chinês)
- Official Xiamen Airlines website (em inglês)